# Amy Madigan
Pour les articles homonymes, voir Madigan.
Amy Marie Madigan, née le 11 septembre 1950 à Chicago, dans l'Illinois (États-Unis), est une actrice et musicienne américaine.
Elle a gagné un Golden Globe et a été nommée aux Emmy Award de 1989 pour son interprétation de Sarah Weddington dans Roe vs. Wade. Depuis 2010, elle tient le rôle de Marilynn, la mère d'Olivia dans la série Fringe.

## Biographie
Amy Madigan est née le 11 septembre 1950 à Chicago, dans l'Illinois (États-Unis).

### Vie privée
Elle est l'épouse de l'acteur Ed Harris depuis le 21 novembre 1983. Ils ont une fille, Lily Dolores, née le 3 mai 1993.

## Filmographie

### Cinéma

#### Longs métrages
- 1982 : Love Child de Larry Peerce : Terry Jean Moore
- 1984 : Les Rues de feu (Streets of Fire) de Walter Hill : McCoy
- 1984 : Les Saisons du cœur (Places in the Heart) de Robert Benton : Viola Kelsey
- 1985 : Alamo Bay de Louis Malle : Glory
- 1985 : Soleil d'automne (Twice in a Lifetime) de Bud Yorkin : Sunny
- 1986 : Zeisters de John Golden : La femme à l'enterrement
- 1987 : Nowhere to Hide de Mario Azzopardi : Barbara Cutter
- 1988 : Le Prince de Pennsylvanie (The Prince of Pennsylvania) de Ron Nyswaner : Carla Headlee
- 1989 : Jusqu'au bout du rêve (Field of Dreams) de Phil Alden Robinson : Annie Kinsella
- 1989 : L'Oncle Buck (Uncle Buck) de John Hughes : Chanice Kobolowski
- 1996 : Female Perversions de Susan Streitfeld : Maddie Stephens
- 1997 : Loved d'Erin Dignam : Brett Amerson
- 1998 : With Friends Like These... (en) de Philip Frank Messina : Hannah DiMartino
- 2000 : Pollock d'Ed Harris : Peggy Guggenheim
- 2000 : A Time for Dancing de Peter Gilbert : Jackie Russell
- 2001 : The Sleepy Time Gal de Christopher Munch : Maggie
- 2002 : Le Projet Laramie (The Laramie Project) de Moisés Kaufman : Reggie Fluty
- 2004 : Admissions de Melissa Painter : Martha Brighton
- 2004 : In the Land of Milk and Money de Susan Emshwiller : Arlyne
- 2005 : Winter Passing d'Adam Rapp : Lori Lansky
- 2007 : Gone Baby Gone de Ben Affleck : Beatrice "Bea" McCready
- 2010 : Virginia de Dustin Lance Black : Roseanna Tipton
- 2010 : Once Fallen d'Ash Adams : Rose Ryan
- 2011 : That's What I Am de Michael Pavone : Principal Kelner
- 2012 : Future Weather de Jenny Deller : Greta
- 2013 : Shérif Jackson (Sweetwater) de Logan Miller : Mme Bovary
- 2013 : The Lifeguard de Liz W. Garcia : Justine
- 2014 : Frontera de Michael Berry : Olivia
- 2014 : Shirin in Love de Ramin Niami : Rachel
- 2016 : L'Exception à la règle (Rules Don't Apply) de Warren Beatty : Mlle Bransford
- 2016 : Sensitivity Training de Melissa Finell : Nancy
- 2017 : Grey Lady de John Shea : Lola
- 2017 : Stuck de Michael Berry : Sue
- 2017 : A Crooked Somebody de Trevor White : Joyce Vaughn
- 2018 : American Woman de Jake Scott : Peggy
- 2019 : The Last Full Measure de Todd Robinson : Donna
- 2020 : The Hunt de Craig Zobel : Ma
- 2021 : Affamés (Antlers) de Scott Cooper : Principale Booth
- 2024 : Bull Street de Lynn Dow : Mary-Ann
- 2025 : Évanouis (Weapons) de Zach Cregger : Gladys Lilly

#### Court métrage
- 2023 : Go for Grandma de Sabrina Doyle : La grand-mère

### Télévision

#### Séries télévisées
- 1981 : Pour l'amour du risque (Hart to Hart) : Adele
- 1981 : CHiPs : Jewel Bennett
- 1984 : Eureka Stockade : Sarah Jamieson
- 1986 : American Playhouse : Sarah Penn
- 1994 : Frasier : Maggie
- 1994 : Crocodile Shoes : Carmel Cantrell
- 2005 : La Caravane de l'étrange (Carnivàle) : Iris Crowe
- 2006 : Destination 11 Septembre (The Path to 9/11) : Patricia Carver
- 2007 : Esprits criminels (Criminal Minds) : Jane
- 2008 : Grey's Anatomy : Dr Katharine Wyatt
- 2008 : Saving Grace : Gretchen Lagardi
- 2010 : New York, police judiciaire (Law and Order) : Emily Ryan
- 2010 - 2011 : Fringe : Marilyn Dunham
- 2011 : Memphis Beat : Kate Murphy
- 2016 : Murder (How to Get Away with Murder) : Irene Crowley
- 2016 : Grace et Frankie : Elaine
- 2018 : Ice : Diane Pierce
- 2020 : Penny Dreadful: City of Angels : Miss Adelaide

#### Téléfilms
- 1981 : Crazy Times de Lee Philips : Marilyn
- 1982 : The Ambush Murders de Steven Hilliard Stern : Molly Slavin
- 1982 : Victims de Jerrold Freedman : Chloe Brill
- 1983 : Le Jour d'après (The Day After) de Nicholas Meyer : Alison Ransom
- 1983 : Travis McGee (en) d'Andrew V. McLaglen : Billy Jean Bailey
- 1984 : Love Letters d'Amy Holden Jones : Wendy
- 1985 : The Laundromat de Robert Altman : Deedee Johnson
- 1989 : Le Combat de Jane Roe (Roe vs. Wade) de Gregory Hoblit : Sarah Weddington
- 1991 : Pour le bonheur d'Allison (Lucky Day) de Donald Wrye : Kari
- 1993 : La Part des ténèbres (The Dark Half) de George A. Romero : Liz Beaumont
- 1994 : La Vie malgré tout (And Then There Was One) de David Hugh Jones : Roxy Ventola
- 1996 : Les Cavaliers de la mort (Riders of the Purple Sage) de Charles Haid : Jane Withersteen
- 1998 : Vietnam : Un adroit mensonge (A Bright Shining Lie) de Terry George : Mary Jane Vann
- 1999 : Having Our Say: The Delany Sisters' First 100 Years de Lynne Littman : Amy Hill Heart
- 2000 : In the Name of the People (en) de Peter Levin : Connie Murphy
- 2001 : Shot in the Heart d'Agnieszka Holland : Bessie Gilmore
- 2002 : L'Été de mes rêves (Just a Dream) de Danny Glover : Cindy Wilder
- 2004 : The Ranch de Susan Seidelman : Mary Larkin
- 2006 : Pour te revoir un jour (Murder on Pleasant Drive) de Michael Scott : Tante Sherrie Davis
- 2008 : Un combat pour la vie (Living Proof) de Dan Ireland : Fran Visco

## Récompenses et distinctions
- Prix de la meilleure actrice lors du Festival international du film de Catalogne en 1984 pour Les Rues de feu.
- Nomination à l'Oscar de la meilleure actrice dans un second rôle en 1985 pour Twice in a Lifetime.
- Golden Globe de la meilleure actrice dans un second rôle en 1990 pour Le Combat de Jane Roe.